# Reinaldo Varela
Reinaldo Varela (São Paulo, 17 de abril de 1959) es un piloto de auto y UTV brasileño. Hasta 2018 había sido dos veces campeón mundial en la categoría de autos clase T2 y dos veces campeón del Rally dos Sertões en la categoría autos.

## Carrera Depotiva
Es piloto de rally raid, empezó compitiendo localmente en el Rally dos Sertões, ganando en coches en el 2000, y compitiendo en la Copa Mundial de Bajas Cross-Country de la FIA y en el Rally Dakar, en la categoría de coches.
En 2013 ganó su primer torneo del campeonato mundial de Bajas, junto a su copiloto Gustavo Gugelmin en el Baja Italia.
En 2015 ganó por segunda vez el Rally dos Sertões.
En 2018 se inscribió en el Rally Dakar en la categoría Side by Side, ganando cinco etapas y triunfando en la clasificación general, siendo su navegante el brasileño Gustavo Gugelmin.
Actualmente es entrenador de su hijo Rodrigo Varela qué participá en la categoría SSV junto a Enio Bozzano a partir del Rally Dakar de 2024.

## Palamarés
| Año  | Título                                        | Categoría       |
| ---- | --------------------------------------------- | --------------- |
| 2000 | Rally dos Sertões                             | Coches          |
| 2013 | Baja Italia                                   | Coches          |
| 2015 | Rally dos Sertões                             | Coches          |
| 2018 | Rally Dakar                                   | SSVs            |
| 2019 | Copa Mundial de Rally Cross-Country de la FIA | T3              |
| 2019 | Rally de Marruecos                            | T3 / P. Ligeros |

## Resultados

### Rally Dakar
| Año     | Categoría | Vehículo   | Posición | Victorias de etapas |
| ------- | --------- | ---------- | -------- | ------------------- |
| 2000    | Coches    | Troller    | Ret.     | -                   |
| 2001    | Coches    | Troller    | 22.º     | -                   |
| 2009    | Coches    | Mitsubishi | Ret.     | -                   |
| 2010    | Coches    | Mitsubishi | Ret.     | -                   |
| 2013    | Coches    | Can-Am     | 57.º     | -                   |
| 2014    | Coches    | Mitsubishi | Ret.     | -                   |
| 2018    | SSVs      | Can-Am     | 1.º      | 5                   |
| 2019    | SSVs      | Can-Am     | 3.º      | 3                   |
| 2020    | SSVs      | Can-Am     | 9.º      | 1                   |
| 2021    | SSVs      | Can-Am     | 5.º      | 2                   |
| Fuente: |           |            |          |                     |